# Jean-Étienne Duranti
Pour les articles homonymes, voir Duranti.
Jean-Étienne de Durant ou de Durand, (né vers 1534 à Toulouse - mort le 10 février 1589) plus connu sous la forme latinisée de son nom, Duranti, est un magistrat français. Il est avocat, puis premier président du parlement de Toulouse de 1581 à 1589.

## Biographie

### Jeunesse
Jean-Étienne naît vers 1534 dans une famille de parlementaires, probablement dans la maison que louait son père (démolie, emplacement de l'actuelle place du Pont-Neuf). Il est le fils d'Antoine Durand, conseiller au parlement de Toulouse en 1521, et de Jeanne de Cazallis ou de Cézelli, fille d'Étienne de Cézelli, seigneur de Saint-Aunès, consul et bayle de Montpellier. Jean-Étienne a six frères et sœurs, dont Martin, avocat au parlement, Tristan, syndic de la province de Languedoc, et Marguerite, épouse du conseiller Étienne de Bonald,. 

### Carrière de magistrat
Jean-Étienne exerce d'abord la profession d'avocat au parlement. En 1563, il est élu capitoul. Il devient avocat général vers 1568. Le 4 septembre 1581, il est nommé premier président du parlement de Toulouse par Henri III. Il épouse en 1562 Jeanne de Daffis, puis en 1572 Rose de Caulet.
Il est le cofondateur, avec le cardinal Georges d'Armagnac, de la Compagnie royale des Pénitents bleus de Toulouse en 1576. Il est l'auteur d'un volume de questions juridiques. Son principal ouvrage est De Ritibus Ecclesiae catholicae libri 3, paru à Rome en 1591, réédité à Paris en 1624.

### Mort
À la fin de 1588, l'assassinat du duc de Guise déclenche la fureur des partisans de la Ligue contre l'autorité royale. Au début de l'année 1589, Duranti est assailli par une foule alors qu'il sort du palais du Parlement (emplacement de l'actuel palais de justice). Il réussit à s'échapper et à se réfugier dans la Maison commune de la ville (actuel Capitole), puis au couvent des dominicains. Son beau-frère, l'avocat général Jacques Daffis, écrit à son frère Guillaume Daffis, premier président au parlement de Bordeaux, et au maréchal Jacques Goyon de Matignon, pour leur demander de l'aide. Mais les ligueurs toulousains, ayant retrouvé la trace de Duranti, le poussent à sortir. Le 10 février 1589, Duranti apparaît face à ses opposants dans ses habits de fonction. Il prononce un discours pour expliquer son point de vue, mais il est victime d'un coup d'arquebuse mortel. Son corps est traîné dans les rues de la ville et pendu à un gibet de la place Saint-Georges. Les ligueurs s'attaquent ensuite à Jacques Daffis, égorgé devant la porte de la prison de Toulouse.
Jean-Étienne Duranti est enterré secrètement dans l'église des Cordeliers. Par la suite, sa famille lui fait élever un tombeau.

## Armoiries
Les armes de la famille Duranti sont d'azur à une tour d'argent surmontée d'un soleil d'or, avec, pour devise, Toujours fidèle.

## Hommages
Toulouse lui élève une statue. 
La Mort du président Duranti est peinte par Paul Delaroche, mais la toile, réalisée en 1827, conservée au Palais d'Orsay, est détruite lors de l'incendie du bâtiment par les communards en 1871. Cependant, le tableau a été photographié en 1858 par Robert Jefferson Bingham.  Une copie de la toile, réalisée en 1869 par Léon-Désiré Alexandre, à la demande de Napoléon III, figure aujourd'hui dans le salon d'honneur de la cour d'appel de Bordeaux.
L'historien et premier président du parlement de Paris, Jacques-Auguste de Thou, déclare à son sujet : « Tous ceux, qui, comme lui, croient trouver un appui dans la faveur populaire, finissent toujours par en être la victime. »
Duranti est le mainteneur des Jeux floraux. Baragnon fait son éloge aux Jeux floraux, et son texte est imprimé en 1770.
A Toulouse, la rue des Pénitents-Bleus est rebaptisée « Duranti » en 1855. Elle s'appelle aujourd'hui rue du Lieutenant-Colonel-Pélissier (résistant). Dans cette rue, entre les deux chapelles successives des Pénitents bleus, se trouve une bibliothèque Duranti, à la place de l'ancien Cercle Duranti, mess des officiers à la fin du XXe siècle.
Son nom est donné à une rue du XIe arrondissement de Paris en 1864.

## Œuvres
- De solutione canonis emphyteuticarii tractatus et in legem Paulus I. ff. de solut. & liberat. differendi exercitatio: qua ejusdem legis genuina interpretatio demonstratur & de numi vel pecuniae institutione, proprietate, visive natura atque energia, totaque ipsus ratione, usu fine &c. Adjunctis ac consequentibus non minus luculenter, quàm copiosè disputatur : tum etiam exemploru[m] varietas, & maxima controversiaru[m] restibilitas discutitur : ac tandem nostrae tempestatis in quacumque solutione, & praesertim census tributíve jus summum, atque ex hisce omnibus monetarum abusus (Regiae Majestati absistentes) cum eos emendandi modo patefacti proponuntur. B. Symphreno Bressollo jurium doctore, ac in Lorigenensi praefectura regio consiliario auctore. Ex secunda editione, 1580[10].
- P. Beloii J. C. et in senesarchia Tholosana Regii consilarii Variorum juris civilis libri quatuor. Item Disputationes aliquot quarum numerus hic sequitur, De success. ab intestat. De jur. pignor. vel marq. De compensat, 1583[11].
- Jo. Stephani Duranti, IC. celeberrimi. Secretioris regii consistorii consiliarii, & amplissimi senatus Tholosani quondam primi praesidi. Quaestiones notatissimae ex utroque jure decisae et in suprema Tholosani senatus curia collectae ; quarum non nulla jam antea quidem in lucem editae. Nunc autem ex cod. ms. ab omni emaculatae & LXXIX quaestionibus quae prius decrant auctae. His adduntur notae, sive dissertationes Jacobe Ferrerii, in eadem curia patroni olim dignissimi. Cum summariis & duplici indice uno quaestionum, alteto rerum singularium locupletissimo. Studio & opera Jo. Fehii, IC. Franci, 1664 (date d'édition)[12].
- De ritibus ecclesiæ catholicæ libri tres, Rome, 1591.